# Michał Kielak

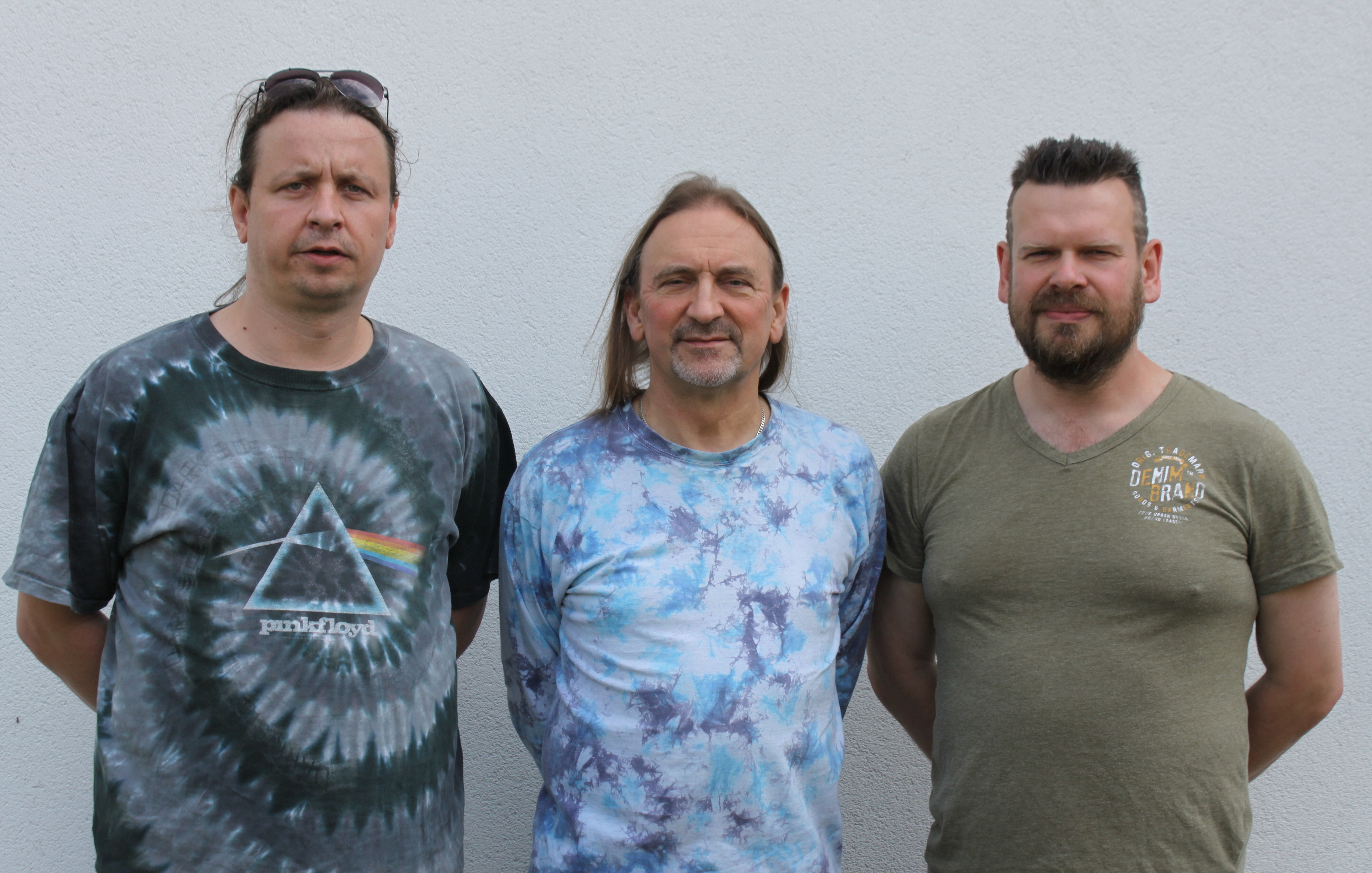
Michał Kielak, Marek Piekarczyk i Jarosław Pijarowski w czasie sesji nagraniowej do minialbumu „Proteiny (Prawo Ojca)”

Michał Kielak (ur. 6 listopada 1977 w Poznaniu) – polski muzyk, grający na harmonijce ustnej. Producent muzyczny.

## Kariera
Harmonijką ustną zainteresował się w wieku 15 lat. W 1995 roku nawiązał kilkuletnią współpracę z bydgoską grupą Green Grass, czego efektem były wydawnictwa Tańcz z nami (2001) i One Man Band (2004). W 2002 roku znalazł się w szeregach inowrocławskiego zespołu Szulerzy, z którym nagrał płyty Bez Ciebie (2003) i Pilnuj się! (2005), a także uczestniczył w fonograficznym projekcie Jaromi & Szulerzy Gra w piki daje wyniki (2004, reedycja 2009). W duecie z Jarosławem „Jaromim” Drażewskim (Blues Flowers) firmował album Rozum Cielęcy (2003). W tym okresie współpracował z wieloma wykonawcami z kręgu rodzimego bluesa: Blues Flowers (z którym na płycie Smacznego! zadebiutował też jako wokalista), Blues Menu, Double Six, Doktor Blues, Coolish Blues Session, K-3, Jąkpa Blues Band, Adam Kulisz i Magda Piskorczyk. W duecie z tą ostatnią wziął udział w International Blues Challenge w Memphis w 2005 roku. W 2016 roku wystąpił na jednym z najstarszych festiwali mistrzów harmonijki ustnej "Battle Of Blues Harps" w Los Angeles. W 2019 wystąpił na Guangzhou Harmonica Festival w Chinach.
W 2003 roku wraz z gitarzystą Jarosławem Tioskowem i muzykami grupy Szulerzy złożył muzyczny hołd swemu harmonijkowemu mentorowi – Ryszardowi „Skibie” Skibińskiemu, soliście grupy Kasy Chorych, nagrywając w 20. rocznicę jego śmierci płytę Michał Cielak Kielak – Tribute to Ryszard Skiba Skibiński. Dobrze przyjęty album przypieczętował akces do zespołu Kasa Chorych, którego, po latach okazjonalnej współpracy, stał się pełnoprawnym członkiem i występował z zespołem do zakończenia przezeń działalności w marcu 2017 r. Obecnie regularnie występuje w różnych konfiguracjach, m.in. z: Sebastianem Riedlem, Romkiem Puchowskim, Tymonem Tymańskim, Leszkiem Winderem, Janem Gałachem, Adamem Kuliszem, Jakubem Andrzejewskim. Oraz z grupami Cree, Krzak, Pokój Numer 3 i Czarny Pies.
Od 2015 roku blisko współpracuje z Leszkiem Winderem i Śląską Grupą Bluesową.
W 2017 roku zasilił szeregi białoruskiej formacji The Road Dogs, z którą reguralnie występuje podczas koncertów na Białorusi i w Polsce.
Jest dziesięciokrotnym zdobywcą tytułu „Harmonijkarz Roku” w corocznej ankiecie Blues Top.

## Nagrody
- 2009 – Fryderyk w kategorii „Płyta Roku – Blues” za Kasa Chorych – „Koncertowo!"
- 2009 – „Harmonijkarz Roku 2008” – Blues Top
- 2011 – „Harmonijkarz Roku 2010” – Blues Top
- 2012 – „Płyta Roku 2011” – Harmonijkowy Atak „Harpcore"
- 2013 – „Harmonijkarz Roku 2012” – Blues Top
- 2013 – „Zespół Roku 2012” – Harpcore
- 2014 – „Harmonijkarz Roku 2013” – Blues Top
- 2015 – „Harmonijkarz Roku 2014” – Blues Top
- 2015 – „Płyta Roku 2014” – Kasa Chorych „Orla”
- 2017 – "Zespół Roku 2017" – Kasa Chorych
- 2017 – "Harmonijkarz Roku 2016" – Blues Top[2]
- 2019 – "Harmonijkarz Roku 2018" – Blues Top
- 2021 – "Harmonijkarz Roku 2020" – Blues Top

## Dyskografia

### Albumy
- 2001 Green Grass – Tańcz z nami
- 2003 Cielak & Jaromi – Rozum Cielęcy
- 2003 Michał Cielak Kielak – tribute to Ryszard Skiba Skibiński[3]
- 2003 Szulerzy – Bez Ciebie
- 2004 Jaromi & Szulerzy – Gra w piki daje wyniki
- 2005 Cielak & Jaromi – Koncert w Ostrzeszowie Dla Kawy
- 2005 Szulerzy – Pilnuj się
- 2005 Coolish Blues Session – Blues Navigator
- 2005 Adam Coolish & Michał Kielak – 100% Cotton Blues[4]
- 2006 K3 – Kulisz & Kielak & Karkoszka – Pod Sową live
- 2007 K3 – Kulisz & Kielak & Karkoszka – 100% biedy[5]
- 2008 Kasa Chorych – Koncertowo
- 2008 Jąkpa Blues Band – Północna godzina
- 2009 Polish Blues Session – Ostrzeszów 2005
- 2011 Harmonijkowy Atak – Harpcore
- 2013 VA – W 30 rocznicę śmierci Ryśka Skiby Skibińskiego
- 2014 Kasa Chorych – Orla (również jako producent)[6]
- 2015 Kasa Chorych – 40-lat koncert (również jako producent)[7]
- 2016 Kasa Chorych – W filharmonii (2CD/DVD) (również jako producent)[8]
- 2016 Czarny Pies – Live[9]
- 2016 Pokój Numer 3 – Pusty Zamek (również jako producent)[10]
- 2017 Czarny Pies – HRPP Live Session
- 2019 Pokój Numer 3 – Nie płynie czas
- 2019 The Road Dogs – Circle of blues
- 2020 Michał "Gier" Giercuszkiewicz – Wolność
- 2020 Czarny Pies – Third Obsession LP
- 2020 Michał "Gier" Giercuszkiewicz – Wolność 2xLP
- 2021 Michał Kielak - Unique
- 2021 Czarny Pies - Third Obsession CD
- 2021 Michał "Gier" Giercuszkiewicz - Bieszczady
- 2022 Śląska Grupa Bluesowa - Tu i Teraz

### Single
- 2004 Jaromi & Szulerzy – Jestem bluesmanem
- 2007 K3 – Kulisz & Kielak & Karkoszka – Zamykam oczy
- 2008 Jąkpa Blues Band – Będzie dobrze!
- 2010 Cielak & Jaromi – Maślunka Blues
- 2010 Kasa Chorych – Dokąd mnie prowadzisz?[11]
- 2011 Johnny Coyote – Where is my cow?
- 2016 Pokój Numer 3 feat. Michał Kielak – Od początku (również jako producent)
- 2016 Pokój Numer 3 – Taniec z nią (również jako producent)[12]
- 2017 Dr. Hackenbush – Demony
- 2017 Pokój Numer 3 – Ostatni oddech
- 2021 Dr. Hackenbush - Naje…y wóz

### Kompilacje
- 2003 Chorzy na bluesa śpiewają utwory Sławka Wierzcholskiego
- 2008 Antologia Polskiego Bluesa – polskie damy bluesa
- 2008 Antologia Polskiego Bluesa – blues i okolice
- 2008 Antologia Polskiego Bluesa – blues mieszka w polsce
- 2009 Antologia Polskiego Bluesa cz.II – blues z oklaskami
- 2009 Antologia Polskiego Bluesa cz.II – blues z szuflady
- 2010 Jesień z Bluesem 2009 (DVD)
- 2011 Antologia Polskiego Bluesa cz.III – Czarodzieje harmonijki[13]
- 2011 Antologia Polskiego Bluesa cz.III –  Pogromcy gitary 2
- 2012 Paul David – Dzień Dobry
- 2012 Mississippi Warta Blues
- 2012 Las, Woda i Blues 2012
- 2015 Las, Woda i Blues 2014
- 2015 XXX Jesień z Bluesem – Białystok 2014 (DVD)
- 2015 Jarosław Pijarowski – OFF – Życie bez dotacji
- 2017 Słowo dla Miasta – Bydgoszcz Wciąga Legendarnie II
- 2019 Wam Powstańcy – Gizdy z Pszczyny
- 2020 Rysiek Riedel we wspomnieniach Tom II
- 2022 Suwałki Blues Festival 2022

### Gościnnie
- 2002 Mariusz Klimek – Wierzę tylko w nas
- 2004 Green Grass – One Man Band
- 2005 Blues Flowers – Bluesmenty[14]
- 2005 Magda Piskorczyk – Blues Travelling[15]
- 2005 Little Wing – Pod powiekami
- 2006 Dubska – Avokado
- 2008 Blues Flowers – Smacznego![16]
- 2010 Kulisz Projekt – Ciemnogranie
- 2010 Dubska – Loko-Loko
- 2010 Jaromi – Bluesy Blubrane zez Pyrlandii
- 2010 Olek Blues – Gitara i harmonijki
- 2010 Jurek Paterski C. Club – A ja gram
- 2011 Johnny Coyote – Blues Bastard
- 2012 Cree – Live (DVD)
- 2012 Krzak – 11.11.11 (DVD)[17]
- 2012 Cree – Diabli nadali[18]
- 2012 Shrimp City Slim & Green Grass – Transatlantic Blues Project
- 2013 Romek Puchowski – Free
- 2013 Kulisz Trio - Historie Bluesem Pisane
- 2013 Jan Gałach & Friends – Jan Gałach And Friends[19]
- 2013 Hard Rockets – Nowy Lepszy Dzień
- 2014 Blues Time – Koncert w Otwocku
- 2014 Dariusz Wudkowski – Obłuda
- 2014 Śląska Grupa Bluesowa – Kolory Bluesa[20]
- 2014 Magdy – Out of the blue (również jako producent)[21]
- 2014 Jaroslav Wykrent – Uz to proste neni ono
- 2014 Jarosław Pijarowski – Proteiny (Prawo Ojca)
- 2015 Weston & Knade Quartet - Metamorphosis[22]
- 2015 Jan Kyks Skrzek – In Memoriam[23]
- 2015 Ania Rusowicz i Goście – Flower Power Project
- 2015 Jarosław Pijarowski – OFF – Życie bez dotacji (książka + CD)
- 2016 Orkiestra Dęta w Dobrczu
- 2016 Paulina Lenda i Kruki – Intro
- 2017 Magda Piskorczyk – Make You Spirit To Fly[24]
- 2017 Andrzej Serafin – Vibes[25]
- 2018 Highway – Gruzzz'n Roll
- 2019 Dr. Hackenbush – Wniebowzięci
- 2019 Krzysztof Kobus – Twenty Five
- 2019 Frazier & Nowak Project – Keep The blues
- 2020 Teatr Tworzenia – Pandemonicon
- 2020 Suplement Diety - Forte
- 2021 Moore plays Moore - Tribute Gary Moore
- 2021 Stara Szkoła - Koncert
- 2021 CIRA - Pocztówki z miasta B. Cz.III
- 2022 Maciej Kręc - Brothers & Friends
- 2022 Zdrowa Woda - Inny Dom
- 2022 Feel - Feel 5

### Płyty winylowe
- 2016 Ania Rusowicz i Goście – Flower Power Project
- 2018 Highway – Gruzzz'n Roll
- 2020 Czarny Pies – Third Obsession
- 2020 Michał "Gier" Giercuszkiewicz – Wolność
- 2021 Michał Kielak - Unique
- 2023 Śląska Grupa Bluesowa -  Tu i Teraz